# George Rice (3e baron Dynevor)
George Talbot Rice, 3e baron Dynevor (Dinefwr) (8 octobre 1765 - 9 avril 1852) est un pair et homme politique britannique.

## Biographie
Il est le fils de Cecil de Cardonnel (2e baronne Dynevor) et George Rice (ou Rhys). Il fait ses études à la Westminster School et est inscrit à  Christ Church, à Oxford, le 1er février 1783, où il obtient une maîtrise en arts le 30 mai 1786.

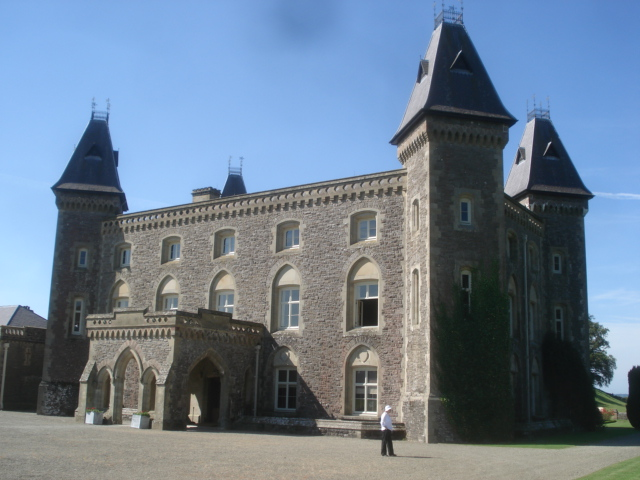
Newton House, Dynefwr

Il est député conservateur du Carmarthenshire de 1790 à 1793. Son père a déjà été député conservateur du Carmarthenshire de 1754 à 1779.
Il hérite de son titre en 1793 à la mort de sa mère. La mère du 3e baron a adopté, par licence royale, le nom de Cardonnel. En 1817, il reprend son patronyme paternel de Rice. Son nom est maintenant souvent écrit avec un trait d'union : Talbot-Rice.
Il meurt le 9 avril 1852. Le 20 octobre 1794, il épouse Frances Townshend, troisième fille de Thomas Townshend (1er vicomte Sydney) de St Leonards. Ils ont 2 fils et 5 filles et vivent à Newton House dans son domaine Dynefwr près de Llandeilo, dans le Carmarthenshire. Son fils aîné, George, lui succède et adopte plus tard le nom de famille de Rice-Trevor.